# Bamberg járás
Bamberg járás egy járás Bajorországban. Bamberg járás Lichtenfels, Bamberg, Bayreuth, Forchheim, Erlangen-Höchstadt, Neustadt an der Aisch-Bad Windsheim, Kitzingen, Schweinfurt, Haßberge, Coburg és Gerolzhofen járásokkal határos. Lakosainak száma 119 829 fő (1987. május 25.).

## Népesség
A járás népessége az elmúlt években az alábbi módon változott:
| Lakosok száma | 28 057 | 28 809 | 29 584 | 78 922 | 106 728 | 119 829 | 144 425 | 144 695 | 146 042 | 146 584 |
|               | 1871   | 1885   | 1925   | 1950   | 1970    | 1987    | 2013    | 2014    | 2016    | 2017    |